# Deutsche Snooker-Meisterschaft 2023
Die deutsche Snooker-Meisterschaft 2023 war die insgesamt 43. Austragung der nationalen Meisterschaft der Herren in der Billardvariante Snooker. Sie fand vom 15. bis 19. November 2023 im Rahmen der deutschen Billardmeisterschaften in der Wandelhalle im hessischen Bad Wildungen statt.
Richard Wienold von der TSG Heilbronn konnte seinen Titel aus dem Vorjahr verteidigen und die Meisterschaft somit zum dritten Mal gewinnen. Dadurch zog er mit Peter Wagner, Marcus Westen, Sascha Diemer, Mike Henson, Lasse Münstermann und Patrick Einsle gleich, die den Titel ebenfalls dreimal gewinnen konnten.
Im Finale besiegte Wienold den Sieger von 2021, Alexander Widau vom 1. SC Mayen-Koblenz; den dritten Platz belegten Felix Kirsten und Sven-Goran Maier. Widau hatte zuvor in seinem zweiten Gruppenspiel gegen Maier das mit 105 Punkten höchste Break des Turniers erzielt.

## Vorrunde
Die 32 Spieler wurden in 8 Gruppen eingeteilt, in denen sie im Round-Robin-Modus gegeneinander antraten. Die beiden Bestplatzierten jeder Gruppe qualifizierten sich für die Finalrunde, die im K.-o.-System ausgespielt wurde.

### Gruppe A
| Platz | Spieler          | G | V | Frames |
| ----- | ---------------- | - | - | ------ |
| 1     | Richard Wienold  | 3 | 0 | 9:2    |
| 2     | Jörn Hannes-Hühn | 2 | 1 | 8:5    |
| 3     | Fabian Weber     | 1 | 2 | 4:6    |
| 4     | Luca Lanwert     | 0 | 3 | 1:9    |

| Spiel | Spieler 1       | Ergebnis | Spieler 2        |
| ----- | --------------- | -------- | ---------------- |
| 1     | Luca Lanwert    | 31:31    | Jörn Hannes-Hühn |
| 2     | Richard Wienold | 03:03    | Fabian Weber     |
| 3     | Luca Lanwert    | 30:30    | Fabian Weber     |
| 4     | Richard Wienold | 23:23    | Jörn Hannes-Hühn |
| 5     | Luca Lanwert    | 30:30    | Richard Wienold  |
| 6     | Fabian Weber    | 31:31    | Jörn Hannes-Hühn |

### Gruppe B
| Platz | Spieler           | G | V | Frames |
| ----- | ----------------- | - | - | ------ |
| 1     | Tobias Friedrichs | 3 | 0 | 9:2    |
| 2     | Torben Koehler    | 2 | 1 | 8:5    |
| 3     | René Zeisberg     | 1 | 2 | 5:6    |
| 4     | Stephan Kraus     | 0 | 3 | 0:9    |

| Spiel | Spieler 1         | Ergebnis | Spieler 2      |
| ----- | ----------------- | -------- | -------------- |
| 1     | Tobias Friedrichs | 03:03    | René Zeisberg  |
| 2     | Torben Koehler    | 03:03    | Stephan Kraus  |
| 3     | Tobias Friedrichs | 03:03    | Stephan Kraus  |
| 4     | Torben Koehler    | 23:23    | René Zeisberg  |
| 5     | Tobias Friedrichs | 23:23    | Torben Koehler |
| 6     | Stephan Kraus     | 30:30    | René Zeisberg  |

### Gruppe C
| Platz | Spieler        | G | V | Frames |
| ----- | -------------- | - | - | ------ |
| 1     | Felix Kirsten  | 2 | 1 | 7:5    |
| 2     | Jan Eisenstein | 2 | 1 | 6:5    |
| 3     | Thomas Wilke   | 1 | 2 | 6:7    |
| 4     | Markus Brandt  | 1 | 2 | 4:6    |

| Spiel | Spieler 1      | Ergebnis | Spieler 2      |
| ----- | -------------- | -------- | -------------- |
| 1     | Markus Brandt  | 31:31    | Thomas Wilke   |
| 2     | Jan Eisenstein | 13:13    | Felix Kirsten  |
| 3     | Markus Brandt  | 30:30    | Felix Kirsten  |
| 4     | Jan Eisenstein | 13:13    | Thomas Wilke   |
| 5     | Markus Brandt  | 03:03    | Jan Eisenstein |
| 6     | Felix Kirsten  | 23:23    | Thomas Wilke   |

### Gruppe D
| Platz | Spieler       | G | V | Frames |
| ----- | ------------- | - | - | ------ |
| 1     | Robin Otto    | 3 | 0 | 9:4    |
| 2     | Luca Kaufmann | 2 | 1 | 8:3    |
| 3     | Fabian Glaser | 1 | 2 | 3:7    |
| 4     | Sascha Breuer | 0 | 3 | 3:9    |

| Spiel | Spieler 1     | Ergebnis | Spieler 2     |
| ----- | ------------- | -------- | ------------- |
| 1     | Fabian Glaser | 30:30    | Luca Kaufmann |
| 2     | Robin Otto    | 23:23    | Sascha Breuer |
| 3     | Fabian Glaser | 13:13    | Sascha Breuer |
| 4     | Robin Otto    | 23:23    | Luca Kaufmann |
| 5     | Fabian Glaser | 30:30    | Robin Otto    |
| 6     | Sascha Breuer | 30:30    | Luca Kaufmann |

### Gruppe E
| Platz | Spieler                 | G | V | Frames |
| ----- | ----------------------- | - | - | ------ |
| 1     | Felix Frede             | 3 | 0 | 9:1    |
| 2     | Paul Nicolas Schmidt    | 2 | 1 | 7:4    |
| 3     | Roman Dietzel           | 1 | 2 | 4:6    |
| 4     | Mohammed Amine El Habti | 0 | 3 | 0:9    |

| Spiel | Spieler 1            | Ergebnis | Spieler 2               |
| ----- | -------------------- | -------- | ----------------------- |
| 1     | Paul Nicolas Schmidt | 03:03    | Mohammed Amine El Habti |
| 2     | Felix Frede          | 03:03    | Roman Dietzel           |
| 3     | Paul Nicolas Schmidt | 13:13    | Roman Dietzel           |
| 4     | Felix Frede          | 03:03    | Mohammed Amine El Habti |
| 5     | Paul Nicolas Schmidt | 31:31    | Felix Frede             |
| 6     | Roman Dietzel        | 03:03    | Mohammed Amine El Habti |

### Gruppe F
| Platz | Spieler          | G | V | Frames |
| ----- | ---------------- | - | - | ------ |
| 1     | Alexander Widau  | 3 | 0 | 9:2    |
| 2     | Sven-Goran Maier | 2 | 1 | 7:5    |
| 3     | Daniel Müller    | 1 | 2 | 6:8    |
| 4     | Volker Buchwald  | 0 | 3 | 2:9    |

| Spiel | Spieler 1       | Ergebnis | Spieler 2        |
| ----- | --------------- | -------- | ---------------- |
| 1     | Volker Buchwald | 30:30    | Sven-Goran Maier |
| 2     | Alexander Widau | 13:13    | Daniel Müller    |
| 3     | Volker Buchwald | 32:32    | Daniel Müller    |
| 4     | Alexander Widau | 13:13    | Sven-Goran Maier |
| 5     | Volker Buchwald | 30:30    | Alexander Widau  |
| 6     | Daniel Müller   | 32:32    | Sven-Goran Maier |

### Gruppe G
| Platz | Spieler                        | G | V | Frames |
| ----- | ------------------------------ | - | - | ------ |
| 1     | Fabian Haken                   | 3 | 0 | 9:2    |
| 2     | Loris Lehmann                  | 2 | 1 | 6:5    |
| 3     | Thimo Troks                    | 1 | 2 | 4:8    |
| 4     | Salvador Abel Valderrama Nunez | 0 | 3 | 5:9    |

| Spiel | Spieler 1                      | Ergebnis | Spieler 2                      |
| ----- | ------------------------------ | -------- | ------------------------------ |
| 1     | Thimo Troks                    | 30:30    | Fabian Haken                   |
| 2     | Loris Lehmann                  | 13:13    | Salvador Abel Valderrama Nunez |
| 3     | Thimo Troks                    | 23:23    | Salvador Abel Valderrama Nunez |
| 4     | Loris Lehmann                  | 30:30    | Fabian Haken                   |
| 5     | Thimo Troks                    | 31:31    | Loris Lehmann                  |
| 6     | Salvador Abel Valderrama Nunez | 32:32    | Fabian Haken                   |

### Gruppe H
| Platz | Spieler          | G | V | Frames |
| ----- | ---------------- | - | - | ------ |
| 1     | Daniel Schneider | 3 | 0 | 9:2    |
| 2     | Nicolas Fiß      | 2 | 1 | 7:4    |
| 3     | Konstantin Hippe | 1 | 2 | 5:6    |
| 4     | David Bastian    | 0 | 3 | 0:9    |

| Spiel | Spieler 1        | Ergebnis | Spieler 2        |
| ----- | ---------------- | -------- | ---------------- |
| 1     | Daniel Schneider | 13:13    | Konstantin Hippe |
| 2     | Nicolas Fiß      | 03:03    | David Bastian    |
| 3     | Daniel Schneider | 03:03    | David Bastian    |
| 4     | Nicolas Fiß      | 13:13    | Konstantin Hippe |
| 5     | Daniel Schneider | 13:13    | Nicolas Fiß      |
| 6     | David Bastian    | 30:30    | Konstantin Hippe |

## Finalrunde
|  | Achtelfinale         | Achtelfinale |                   |                  | Viertelfinale    | Viertelfinale |  |  | Halbfinale | Halbfinale |  |  | Finale | Finale |
|  |                      |              |                   |                  |                  |               |  |  |            |            |  |  |        |        |
|  |                      |              |                   |                  |                  |               |  |  |            |            |  |  |        |        |
|  | Felix Frede          | 3            |                   |                  |                  |               |  |  |            |            |  |  |        |        |
|  | Nicolas Fiß          | 2            |                   |                  |                  |               |  |  |            |            |  |  |        |        |
|  | Nicolas Fiß          | 2            | Felix Frede       | 1                |                  |               |  |  |            |            |  |  |        |        |
|  |                      |              | Felix Frede       | 1                |                  |               |  |  |            |            |  |  |        |        |
|  |                      |              |                   |                  | Felix Kirsten    | 3             |  |  |            |            |  |  |        |        |
|  | Felix Kirsten        | 3            |                   |                  | Felix Kirsten    | 3             |  |  |            |            |  |  |        |        |
|  | Felix Kirsten        | 3            |                   |                  |                  |               |  |  |            |            |  |  |        |        |
|  | Luca Kaufmann        | 1            |                   |                  |                  |               |  |  |            |            |  |  |        |        |
|  | Luca Kaufmann        | 1            | Felix Kirsten     | 0                |                  |               |  |  |            |            |  |  |        |        |
|  |                      |              | Felix Kirsten     | 0                |                  |               |  |  |            |            |  |  |        |        |
|  |                      |              |                   | Alexander Widau  | 3                |               |  |  |            |            |  |  |        |        |
|  | Alexander Widau      | 3            |                   | Alexander Widau  | 3                |               |  |  |            |            |  |  |        |        |
|  | Alexander Widau      | 3            |                   |                  |                  |               |  |  |            |            |  |  |        |        |
|  | Jörn Hannes-Hühn     | 1            |                   |                  |                  |               |  |  |            |            |  |  |        |        |
|  | Jörn Hannes-Hühn     | 1            | Alexander Widau   | 3                |                  |               |  |  |            |            |  |  |        |        |
|  |                      |              | Alexander Widau   | 3                |                  |               |  |  |            |            |  |  |        |        |
|  |                      |              |                   |                  | Fabian Haken     | 1             |  |  |            |            |  |  |        |        |
|  | Fabian Haken         | 3            |                   |                  | Fabian Haken     | 1             |  |  |            |            |  |  |        |        |
|  | Fabian Haken         | 3            |                   |                  |                  |               |  |  |            |            |  |  |        |        |
|  | Torben Koehler       | 0            |                   |                  |                  |               |  |  |            |            |  |  |        |        |
|  | Torben Koehler       | 0            | Alexander Widau   | 0                |                  |               |  |  |            |            |  |  |        |        |
|  |                      |              | Alexander Widau   | 0                |                  |               |  |  |            |            |  |  |        |        |
|  |                      |              |                   | Richard Wienold  | 4                |               |  |  |            |            |  |  |        |        |
|  | Tobias Friedrichs    | 3            |                   | Richard Wienold  | 4                |               |  |  |            |            |  |  |        |        |
|  | Tobias Friedrichs    | 3            |                   |                  |                  |               |  |  |            |            |  |  |        |        |
|  | Paul Nicolas Schmidt | 0            |                   |                  |                  |               |  |  |            |            |  |  |        |        |
|  | Paul Nicolas Schmidt | 0            | Tobias Friedrichs | 2                |                  |               |  |  |            |            |  |  |        |        |
|  |                      |              | Tobias Friedrichs | 2                |                  |               |  |  |            |            |  |  |        |        |
|  |                      |              |                   |                  | Richard Wienold  | 3             |  |  |            |            |  |  |        |        |
|  | Richard Wienold      | 3            |                   |                  | Richard Wienold  | 3             |  |  |            |            |  |  |        |        |
|  | Richard Wienold      | 3            |                   |                  |                  |               |  |  |            |            |  |  |        |        |
|  | Jan Eisenstein       | 2            |                   |                  |                  |               |  |  |            |            |  |  |        |        |
|  | Jan Eisenstein       | 2            | Richard Wienold   | 3                |                  |               |  |  |            |            |  |  |        |        |
|  |                      |              | Richard Wienold   | 3                |                  |               |  |  |            |            |  |  |        |        |
|  |                      |              |                   | Sven-Goran Maier | 0                |               |  |  |            |            |  |  |        |        |
|  | Robin Otto           | 2            |                   | Sven-Goran Maier | 0                |               |  |  |            |            |  |  |        |        |
|  | Robin Otto           | 2            |                   |                  |                  |               |  |  |            |            |  |  |        |        |
|  | Loris Lehmann        | 3            |                   |                  |                  |               |  |  |            |            |  |  |        |        |
|  | Loris Lehmann        | 3            | Loris Lehmann     | 1                |                  |               |  |  |            |            |  |  |        |        |
|  |                      |              | Loris Lehmann     | 1                |                  |               |  |  |            |            |  |  |        |        |
|  |                      |              |                   |                  | Sven-Goran Maier | 3             |  |  |            |            |  |  |        |        |
|  | Daniel Schneider     | 1            |                   |                  | Sven-Goran Maier | 3             |  |  |            |            |  |  |        |        |
|  | Daniel Schneider     | 1            |                   |                  |                  |               |  |  |            |            |  |  |        |        |
|  | Sven-Goran Maier     | 3            |                   |                  |                  |               |  |  |            |            |  |  |        |        |

## Finale
| Finale: Best of 7 Frames Wandelhalle, Bad Wildungen, Deutschland, 19. November 2023 |                |                 |
| Alexander Widau                                                                     | 0:4            | Richard Wienold |
| 34:79, 28:74, 44:82 (68), 15:113 (100)                                              |                |                 |
| 44                                                                                  | Höchstes Break | 100             |
| –                                                                                   | Century-Breaks | 1               |
| –                                                                                   | 50+-Breaks     | 2               |

## Century Breaks
Während des Turniers spielten die beiden Finalisten insgesamt 3 Century Breaks.
| Alexander Widau | 105      |
| Richard Wienold | 102, 100 |